# Kate Walsh (actriz)
Kathleen Erin Walsh (San José, California; 13 de octubre de 1967), conocida como Kate Walsh, es una actriz, modelo y empresaria estadounidense, conocida por su papel en las series de drama Grey's Anatomy y su spin-off Private Practice como la doctora Addison Montgomery, por el cual fue acreedora al premio del Sindicato de Actores, por su trabajo en la serie Bad Judge, de NBC y en las series 13 Reasons Why y The Umbrella Academy.[cita requerida]

## Biografía
Walsh nació el 13 de octubre de 1967 en San José, California, es hija de Angela y Joseph Patrick Walsh Sr. Creció en un hogar católico en Tucson, Arizona. Su madre es de ascendencia italiana y su padre era irlandés, de Navan en el condado de Meath.
Walsh se graduó de la preparatoria Catalina Magnet y estudió actuación en la Universidad de Arizona antes de abandonar los estudios. Walsh se mudó a la ciudad de Nueva York y se unió a una compañía de comedia, Burn Manhattan, y se mantuvo como camarera.

## Trayectoria
En sus primeros años, fue modelo en Japón durante la década de 1980. Más tarde, se mudó a Chicago y empezó a trabajar en la compañía de teatro Piven Theatre Workshop. Actuó en la producción de radio, de la National Public Radio, Born Guilty (Nacido culpable). Más tarde, se mudó a Nueva York y se unió al grupo teatral Burn Manhattan el 27 de junio de 1987, y trabajó en varias obras off-Broadway (obras realizadas en pequeños teatros de Broadway).[cita requerida]

### Televisión
Tras interpretar a Cathy Buxton durante un capítulo de la serie norteamericana Homicidio: Vida en la calle, su primera aparición importante en televisión fue en 1997, cuando apareció en la serie The Drew Carey show como Nicki, una novia de Carey (protagonista de la serie). Nicki fue un personaje recurrente de la serie, que apareció en varios episodios, con Kate Walsh interpretándola como artista invitada. Este personaje era una exnovia de Carey que anteriormente había sido obesa y que perdió mucho peso, pero que comenzaba a recuperarlo lentamente. Tras este papel, pasó a interpretar a Carol Nelson en la serie de televisión de la HBO The Mind of the Married Man (La mente del hombre casado) y también interpretó el interés sexual de Norm MacDonald en la sitcom The Norm Show. También apareció como artista invitada en la serie de televisión C.S.I: La Vegas, en la que interpretó a Mimosa, una transexual; además, ha aparecido en varios sketches del late night de Conan O'Brien. Uno de sus últimos papeles, antes de aparecer en la exitosa serie Grey's Anatomy, fue en la serie Karen Sisco como la detective Marley Novak en los años 2003 y 2004.[cita requerida]
En 2005, la ABC la fichó para la serie de éxito Grey's Anatomy como la doctora Addison Montgomery, la infiel esposa del Dr. Derek Shepherd (también conocido como Dr. McDreamy en la serie e interpretado por el actor Patrick Dempsey). El papel de Addison estaba pensado como una corta aparición en la serie (5 capítulos), pero la buena acogida del triángulo amoroso Derek/Meredith/Addison, especialmente por la inclusión de Addison en este, hizo que su creadora, Shonda Rhimes, incorporase el papel de Addison como un personaje fijo de la serie. Y así lo expresó, en una entrevista que concedió Shonda, en la que calificó a Kate Walsh como El invitado que nunca se va de casa, refiriéndose a sus papeles en Grey's Anatomy y The Drew Carey show.[cita requerida]
En febrero de 2007, se comunicó que el personaje que interpretaba Kate Walsh en la serie, Addison Montgomery, sería trasladado a un spin off de Grey's Anatomy que comenzaría en septiembre de ese mismo año. Taye Diggs, Tim Daly, Amy Brenneman, Chris Lowell y Audra McDonald tendrían un papel en la serie que se llamaría Private practice (llamada Sin cita previa en España). Kate volvió al Seattle Grace (hospital en el que trabajaba su personaje en Anatomía de Grey) como estrella invitada en el episodio trece de la cuarta temporada de la serie, tras esto comenzó a grabar la segunda temporada de Sin cita previa (Private Practice).
A comienzos de septiembre de 2007, Walsh apareció en el anuncio de televisión del Cadillac CTS 2008, siendo su frase principal en el anuncio: "When you turn your car on, does it return the favor?" (Cuando pones en marcha tu coche, ¿te devuelve el favor?).
Tras la última temporada de su aclamada serie  (Private Practice) Kate estaba grabando su nueva serie  (Bad Judge) en el que interpreta a la jueza Rebecca Wright en su apocalíptico día a día.
El 31 de marzo de 2017, se estrenó 13 Reasons Why; una serie de televisión original de Netflix en el que Kate interpreta a Olivia Baker, la madre de una adolescente que decidió suicidarse.
En el 2019 apareció en  The Umbrella Academy (serie de televisión)  en el que Kate interpreta a una mujer la cual es partícipe en querer destruir al mundo.

### Cine
Su primer debut en el cine fue en el drama The Normal Life; interpretó a la hermana de un ladrón de bancos interpretado por Luke Perry. Protagonizó como una cleptomaníaca en la película Peppermills. Walsh también apareció en la película de culto, Henry: Portrait of a Serial Killer, Part 2. Tuvo su rol en una producción de Hollywood como la esposa de Will Ferrell en la comedia familiar Kicking & Screaming, junto a Robert Duvall y Mike Ditka. Walsh también participó en varios filmes con Ferrell, incluyendo Bewitched y en filmes alternativos como Anchorman, Wake Up, Ron Burgundy: The Lost Movie.
Hizo una pequeña aparición en la película Hombre de Familia con Nicholas Cage y Tea Leoni y también en la película After the Sunset con Pierce Brosnan y Salma Hayek.
En 2003 Walsh apareció en Bajo el sol de la Toscana, con Diane Lane y Sandra Oh. Quien interpretó a la amiga (Christina Yang) de Meredith Grey (Ellen Pompeo) como  (Coprotagonista de Grey's Anatomy). Aparece en el filme Legión, en el papel de Sandra Anderson.
En 2010 participó en el filme Legión.
El 21 de septiembre de 2012 se estrenó la película The Perks of Being a Wallflower, en la cual interpreta el personaje de la madre del protagonista.
En 2017 tuvo un pequeño papel en la película original de Netflix 'reality high'

### Modelaje
En 2011 lanza su fragancia Boyfriend con la marca Sephora y posa para la misma al igual que en la revista Maxim.

## Vida personal

### Matrimonio
Walsh se casó con el ejecutivo de 20th Century Fox, Alex Young, el 1 de septiembre de 2007. El 11 de diciembre de 2008, Young solicitó el divorcio, citando diferencias irreconciliables; la fecha oficial de separación en la petición de divorcio figuraba como el 22 de noviembre. El 24 de diciembre de 2008, Walsh solicitó el divorcio, impugnando la fecha de separación que figura en los papeles de divorcio de Young. El divorcio finalizó el 5 de febrero de 2010.
En octubre de 2022, Walsh reveló que estaba comprometida con el granjero australiano Andrew Nixon.

### Problemas de salud
En septiembre de 2017, Walsh reveló que le diagnosticaron un meningioma benigno en el 2015. Se sometió a una cirugía para extirpar el tumor y se tomó un descanso de nueve meses para recuperarse. Se sometió a un reemplazo de cadera en noviembre de 2019.

## Filmografía

### Televisión
| Año                  | Proyecto                                     | Personaje              | Notas |
| -------------------- | -------------------------------------------- | ---------------------- | --- |
| 1996                 | Homicidio: Vida en la Calle                  | Cathy Buxton           | Episodio: "Vigilancia"                                                                                                   |
| 1996                 | Swift Justice                                | Paula "Paulie" Goddard | Episodio: "La neblina"                                                                                                   |
| 1997-2002            | The Drew Carey Show                          | Nicki Fifer Carey      | Personaje recurrente; 22 episodios                                                                                       |
| 1997                 | Law & Order                                  | Kristin Blair          | Episodio: "Navy Blues"                                                                                                   |
| 1998                 | Cupido                                       | Heidi                  | Episodio: "Carne del mercado"                                                                                            |
| 1999                 | Los Turk                                     | Terry                  | 1 episodio |
| 1999                 | The Mike O'Malley Show                       | Marcia                 | Episodios: "Piloto", "Fuera de su liga"                                                                                  |
| 2000                 | El gafe                                      | Stace                  | Episodio: "...Y luego tuvo que levantar el pulgar"                                                                       |
| 2000-01              | El show de Norm                              | Jenny                  | Personaje recurrente; 5 episodios                                                                                        |
| 2001                 | El fugitivo. La caza continúa                | Agente Eve Hilliard    | Personaje recurrente; 3 episodios                                                                                        |
| 2001-2002            | The Mind of the Married Man                  | Carol Nelson           | Personaje recurrente; 6 episodios                                                                                        |
| 2003-2004            | Karen Sisco                                  | Sargento Marley Novak  | Episodio: "Nadie es perfecto", "La chica de nadie"                                                                       |
| 2004                 | The Men's Room                               | Karen                  | Personaje recurrente; 3 episodios                                                                                        |
| 2004                 | Una familia feliz                            | Joanna                 | |
| 2004                 | CSI: Las Vegas                               | Mimosa                 | Episodio: "Cambios" |
| 2004                 | La familia salvaje                           | Maggie                 | Episodio: "Mis dos hijos"                                                                                                |
| 2004                 | Joint Custody                                | Florence               | Personaje principal |
| 2005                 | Eyes                                         | Kendall Judd           | Episodio: "Alas" |
| 2005-2012, 2021-2023 | Anatomía de Grey                             | Addison Montgomery     | Personaje principal (temporada 2 y 3); Invitada Especial (temporada 1, 4-8, 18-19); 67 episodios                         |
| 2006                 | Cheap Seats: Without Ron Parker              | Rochelle               | |
| 2007-2013            | Sin Cita Previa                              | Addison Montgomery     | Protagonista; 111 episodios                                                                                              |
| 2009                 | El rey de la colina                          | Katt Savage            | Episodio: " Cliente poco cool "                                                                                          |
| 2010                 | Funny or Die Presents: Hosted By Ed Halligan | Rodríguez              | Especial de televisión                                                                                                   |
| 2013                 | Newsreaders                                  | Ella misma             | |
| 2013                 | Full Circle                                  | Trisha Campbell        | Papel recurrente; 3 episodios                                                                                            |
| 2014                 | Fargo                                        | Gina Hess              | Papel recurrente; 4 episodios                                                                                            |
| 2014                 | The Hotwives of Orlando                      | Fiona                  | |
| 2014-2015            | Bad Judge                                    | Rebecca Wright         | Protagonista; 13 episodios; Productora ejecutiva                                                                         |
| 2015                 | Undateable                                   | Kate                   | Episodio: "Un espectáculo en vivo entra en un bar"                                                                       |
| 2015-                | Everyone's Crazy But Us                      | Meg                    | Personaje principal |
| 2016                 | Marvel Avengers Academy                      | The Ancient One        | |
| 2018                 | Corporate                                    | Alyssa Armstrong       | |
| 2017-2019            | Por trece razones                            | Olivia Baker           | Personaje principal (temporada 1 y 2); Personaje recurrente (temporada 3); 27 episodios                                  |
| 2018-2019            | Padre Made in USA                            | Profesora/Prostituta   | Voz |
| 2019                 | Fam                                          | Jolene                 | Episodio: "Jolene, Jolene..."                                                                                            |
| 2019-2020            | The Umbrella Academy                         | The Handler            | Personaje recurrente (temporada 1); Personaje principal (temporada 2); Invitada Especial (temporada 3 y 4); 15 episodios |
| 2020-2022            | Emily en París                               | Madeline Wheeler       | Personaje recurrente; 8 episodios                                                                                        |
| 2022                 | De Muelles                                   | Paula Tackleberry      | Papel recurrente; 5 episodios                                                                                            |
| 2025                 | Optica                                       | Hannah Halston         | Invitado: Episodio 2 |

### Películas
| Año  | Proyecto                                   | Personaje              | Notas                                       |
| ---- | ------------------------------------------ | ---------------------- | ------------------------------------------- |
| 1996 | Normal Life                                | Cindy Anderson         |                                             |
| 1996 | Henry: Retrato de un asesino 2             | Cricket                | Personaje principal                         |
| 1997 | Night of the Lawyers                       | Pressie Brooks         | Personaje principal                         |
| 1997 | Get That Number                            | ¿?                     | Cortometraje                                |
| 1998 | Peppermills                                | Lena                   | Protagonista                                |
| 1998 | Three Below Zero                           | Moriat Greenberg       | Personaje principal                         |
| 1998 | Heaven                                     | Trío del restaurante   | Trío con Christine Cottle y Sally-Ann Brown |
| 2000 | Family Man                                 | Jeannie                |                                             |
| 2000 | The Only Living Boy in New York            | ¿?                     |                                             |
| 2002 | A Day in the Life of Nancy M. Pimental     | Kate                   | Cortometraje; personaje principal           |
| 2002 | Anatomy of a Breakup                       | Lorra                  | Cortometraje                                |
| 2003 | Bajo el sol de la Toscana                  | Grace                  | Personaje recurrente                        |
| 2003 | Untitled Nicole Sullivan Project           | ¿?                     |                                             |
| 2004 | El gran golpe                              | Sheila                 |                                             |
| 2004 | Wake Up, Ron Burgundy: The Lost Movie      | Sue                    |                                             |
| 2005 | Un entrenador genial                       | Bárbara Weston         | Personaje principal                         |
| 2005 | Inside Out                                 | Tyne                   | Personaje principal                         |
| 2005 | Embrujada                                  | Camarera Sexy          |                                             |
| 2005 | Bobby Cannon                               | London                 |                                             |
| 2007 | Veritas, Prince of Truth                   | Nemisii                | Personaje principal                         |
| 2007 | Girl Missing                               | Abbie Pennington       |                                             |
| 2007 | 1408                                       | Exmujer de Mike Enslin |                                             |
| 2008 | Will.i.am: Yes We Can                      | Ella misma             | Cortometraje                                |
| 2008 | Straight on Till Morning                   | Sarah                  |                                             |
| 2009 | One Way to Valhalla                        | Raina                  |                                             |
| 2010 | Legión                                     | Sandra Anderson        | Personaje recurrente                        |
| 2010 | G.A.Y.S. (Guys Against You Serving) Part 2 | Miembro de G.A.Y.S     | Cortometraje                                |
| 2011 | Angels Crest                               | Roxanne                |                                             |
| 2012 | Las ventajas de ser un marginado           | Madre de Charlie       | Personaje principal                         |
| 2013 | Scary Movie 5                              | Mal                    |                                             |
| 2014 | Just Before I Go                           | Kathleen Morgan        | Personaje principal                         |
| 2014 | Desiree                                    | Morell                 |                                             |
| 2015 | Any Day                                    | Bethley                | Personaje principal                         |
| 2015 | Verano en Staten Island                    | Madre de Danny         |                                             |
| 2015 | The Hypothetical Star Wars Holiday Special | Rey                    | Cortometraje                                |
| 2017 | Best Friends: Boot Camp                    | JoJo                   | Personaje principal; Voz                    |
| 2017 | Plan de chicas                             | Elizabeth Davelli      |                                             |
| 2017 | Best Friends: Visit Minutia                | JoJo                   | Voz; Personaje principal                    |
| 2017 | Mark Felt. El informante                   | Pat Miller             | Personaje principal                         |
| 2017 | #RealityHigh                               | Doctora Fiona Shively  |                                             |
| 2017 | If I Forget                                | Holly Fischer          |                                             |
| 2018 | Una família ideal                          | Kate                   |                                             |
| 2018 | Best Friends: Fort of Hard Knocks          | JoJo                   | Voz; Personaje principal                    |
| 2018 | Best Friends: Baby Slug's Big Day Out      | JoJo                   | Voz; Personaje principal                    |
| 2018 | Best Friends: Howie's Gift                 | JoJo                   | Voz; Personaje principal                    |
| 2019 | Sell By                                    | Elizabeth              |                                             |
| 2019 | Best Friends: Temper's Adventure           | JoJo                   | Voz; Personaje principal                    |
| 2019 | 3022                                       | Jackie Miller          | Personaje principal                         |
| 2020 | Honest Thief                               | Annie                  |                                             |

## Premios
- Premio del Sindicato de Actores al mejor reparto en una serie de televisión - Drama: Grey's Anatomy (2007)
- Best Actress 2002 - Short Film (Model Trapper) - New York
- International Independent Film & Video Festival
- Número 52 en Maxim's Hot 100 de 2007